# Kymi Ring
De Kymi Ring is een racecircuit in een buitenwijk van Iitti, Kymenlaakso, Finland, 110 kilometer ten noordoosten van Helsinki. Vanaf 2020 zou het circuit de Grand Prix-wegrace van Finland organiseren, dat voor het eerst sinds 1982 op de kalender van het wereldkampioenschap wegrace zou staan. Vanwege de coronapandemie en daaropvolgende financiële problemen van het circuit is deze race nooit gehouden.

## Geschiedenis

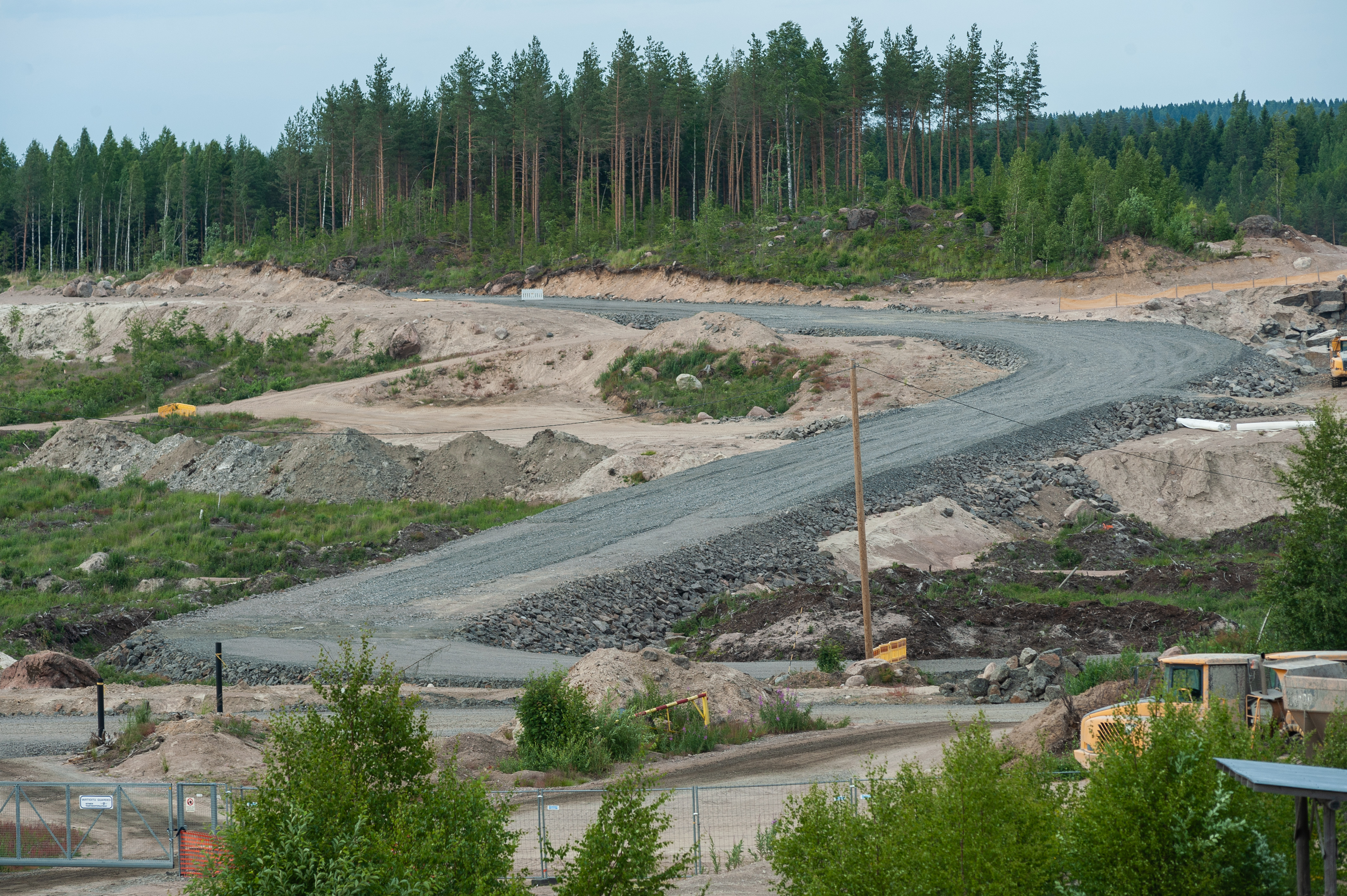
De Kymi Ring onder constructie in juni 2018

De naam Kymi is afkomstig van de rivier Kymijoki, die nabij het circuit stroomt. In juli 2017 werd een contract afgesloten met Dorna Sports, de organisatoren van het wereldkampioenschap wegrace, om vanaf 2018 een race op het circuit te organiseren. Uiteindelijk zou er pas in 2020 een race worden gehouden.
Op 19 augustus 2019 werd de Kymi Ring officieel geopend met een MotoGP-test. Deze test werd gehouden ter voorbereiding op de eerste Grand Prix op het circuit.
Vanaf 2020 zou de race gastheer zijn van de Grand Prix van Finland. Vanwege de coronapandemie werd de race twee jaar op een rij afgelast. In 2022 stond de race wederom op de kalender, maar werd deze afgelast vanwege "homologatiewerkzaamheden en de risico's die worden veroorzaakt door de huidige geopolitieke situatie in de regio", verwijzend naar de Russische invasie van Oekraïne. Hierna ontstonden er zorgen om de financiële situatie van het circuit en werden de races van het wereldkampioenschap motorcross en de Nitro Rallycross, die ook op de Kymi Ring zouden worden gehouden, eveneens afgelast. In juli 2022 werd de ontwikkelaar van het circuit in vereffening geplaatst. Toen het WK wegrace de kalender van 2023 bekend maakte, stond de GP van Finland hier niet meer op.

## Faciliteiten
De Kymi Ring is ontworpen door Pohjola Racing en Apex Circuit Design en heeft een lengte van 4,6 kilometer. Tevens heeft het complex een rallycrosscircuit van 1,56 kilometer, inclusief een joker lap van 100 meter. Het is het enige circuit in de Noordse landen met een FIA Grade 1-licentie, die nodig is om een Formule 1-race te kunnen organiseren.